# Machine Man
Aaron Stack o Machine Man (noto anche col numero di serie Z2P45-9-X-51, abbreviato in X-51) è un personaggio dei fumetti Marvel, creato da Jack Kirby in 2001: A Space Odyssey n. 8 (luglio 1977), serie basata sull'omonimo film di Stanley Kubrick e sul romanzo di Arthur C. Clarke.

## Biografia
Il robot X-51 è stato creato da un progetto top-secret del Governo degli Stati Uniti, con l'intento di dar vita ad un soldato robotico in grado di pensare come un essere umano. Per questo scopo vennero costruiti 51 androidi sperimentali, ma il dottor Abel Stack, specialista nella programmazione dei droidi, capì che solo trattando i robot stessi come persone sarebbe riuscito nel proprio intento, pertanto rubò il cinquantunesimo robot e cominciò a comportarsi con lui come se fosse stato suo figlio, ribattezzandolo Machine Man e fornendogli un aspetto più umano. L'intuizione del dott. Stack si rivelò corretta, poiché gli altri 50 androidi rivelarono, col tempo, gravi difetti di personalità e, essendo ritenuti eccessivamente pericolosi, costrinsero il Governo ad attivare il sistema di auto-distruzione pre-installato in tutti i robot, compreso X-51. Nel tentativo di rimuovere il meccanismo da quest'ultimo, il dott. Stack rimase ucciso. Giurando fedeltà al sogno di suo "padre", Machine Man decise di adottare a tutti gli effetti un'identità umana, quella di Aaron Stack, e di trovare un proprio posto nel mondo degli esseri umani.
Ben presto conobbe lo psicologo Peter Spaulding ed il meccanico "Gears" Garyin di cui divenne amico, mentre venne assunto nella compagnia assicuratrice Delmar, come investigatore assicurativo, sebbene nessuno fosse a conoscenza della sua natura robotica, che egli stesso cercava di nascondere a tutti i costi, in un mondo che teme le macchine, e specialmente nei confronti del Senatore Miles Brickman e la villain Madame Menace. La riprova giunse quando il Governo degli U.S.A cominciò a dargli la caccia, salvo poi concedergli la grazia dopo che Machine Man riuscì a fermare Hulk durante una delle sue consuete sfuriate.
In un'avventura successiva, incontrò e si innamorò a prima vista dell'androide Jocasta, che però venne distrutta durante lo scontro con il suo creatore, Ultron, assieme allo stesso Machine Man ed ai Fantastici Quattro, che lei stessa aveva ricostruito per colpa di programma pre-installato nei suoi circuiti che le imponeva la ricostruzione del robot malvagio.
Poco dopo, X-51 venne contattato dal Super-Adattoide, perché si unisse al gruppo degli Heavy Metal assieme ad Awesome Android, Sentry 459 e TESS-One, coi i quali attaccarono poi i Vendicatori, finché Aaron non si schierò al fianco degli eroi, aiutandoli a raggiungere la vittoria.
Successivamente, il robot aiutò nuovamente i "più potenti eroi della Terra", ad affrontare la minaccia aliena conosciuta come Terminus. In quell'occasione, inoltre, riesce a recuperare la testa di Jocasta che era stata recuperata da alcuni sottoposti dell'Alto Evoluzionario, che sconfisse per poi fuggire poco dopo, evitando il confronto con Madame Menace.
Le sue apparizioni successive furono al fianco dei Vendicatori della Costa Ovest, per fronteggiare il Dottor Demonicus, e dei Thunderbolts, quando venne coinvolto marginalmente in uno scontro con Graviton.
Quindi lo S.H.I.E.L.D. catturò Machine Man, al fine di usare la sua tecnologia per creare un nuovo cyborg Deathlok e, proprio durante questo periodo di detenzione, il Teschio Rosso rapì l'essere tecno-organico Douglock e per portarlo a bordo dell'elivelivolo, in modo da poterne prendere il controllo. In questa occasione Aaron aiutò gli X-Men a salvare il tecnarca e gli agenti S.H.I.E.L.D. intrappolati a bordo, apparentemente a costo della propria vita.
La Confraternita dei mutanti decise di andare alla ricerca di ciò che restava di X-51 ed insieme catturò l'agente S.H.I.E.L.D. Jack Kubrick, anch'egli alla ricerca del robot. Al ritrovamento dei resti dell'androide, però, il gruppo mutante (allora formato da Mystica, Blob, Toad, Mimo e Post) si trovò a dover fronteggiare un redivivo Machine Man, scontro durante il quale Post lanciò una scarica di energia contro Kubrick, colpo letale se non fosse stato che l'agente S.H.I.E.L.D. si "fuse" con la testa del robot, dando vita ad un nuovo Machine Man, che presto scoprì che la nuova forma aveva portato con sé la presenza di microscopiche nano-macchine chiamate "naniti", in grado di riparare quasi istantaneamente i danni subiti.